# B.o.B
Бобби Рэй Симмонс-младший (англ. Bobby Ray Simmons, Jr.; 15 ноября 1988, Уинстон-Сейлем, Северная Каролина, США), более известный под псевдонимом B.o.B — американский рэпер, продюсер и гитарист. Его дебютный сингл «Nothin' on You», записанный с Бруно Марсом, занял первое место как в Соединённых Штатах, так и в Великобритании, а его второй сингл «Airplanes» при участии Хейли Уильямс, солистки рок-группы «Paramore», почти повторил успех, достигнув первой и второй строчки в Великобритании и в США соответственно. Его третий сингл «Magic» попал в десятку Billboard Hot 100.

## Биография

### Детство
Бобби Рэй Симмонс-младший родился 15 ноября 1988 года в городе Уинстон-Сейлем (штат Северная Каролина). Менее чем через месяц его семья переехала в Декейтер (штат Джорджия). В начальных классах Бобби играл на трубе в школьном ансамбле. Хотя его родители хотели, чтобы он окончил школу и получил хорошее образование, в шестом классе Симмонс решил, что хочет заниматься музыкой. Бобби начал читать рэп в 13 лет, после увлечения творчеством DMX и Эминема. Его отец, пастор, поначалу не одобрил выбор сына, посчитав музыку пустой тратой времени, пока не понял, что Симмонс использует музыку как средство терапии и выход из психологического кризиса. Позже в интервью Симмонс скажет: «Мои родители всегда поддерживали меня, иногда не одобряя мой выбор. Они помогали мне делать первый шаги в музыке, обучали меня игре на пианино, на барабанах, они купили мне первые музыкальные инструменты. Но все равно им было трудно понять, чего я хочу достичь».

### Начало карьеры
Первое признание к Симмонсу пришло в 2007 году после выхода андерграунд песни «Haterz Everywhere» с участием «Wes Fif». Песня достигла пятой строчки в U.S. Billboard Bubbling Under Hot 100 Singles. Ремикс с участием Young Dre был в саундтреке к видео игре «Fight Night Round 4». Другой сингл, «I’ll Be In the Sky», вышел в конце 2008 года и достиг 115 строчки U.S. Billboard Bubbling Under Hot 100 Singles. About.com поставил песню на 13 строчку в своем субъективном рейтинге «100 лучших рэп песен 2008 года». За этим последовал ещё один сингл под названием «Don't Let Me Fall» который был записан больше в стиле R&B, чем в стиле рэп. B.o.B также принимал участие в записи песни «On Top of the World», T.I. совместно с Лудакрисом из альбома Paper Trail.

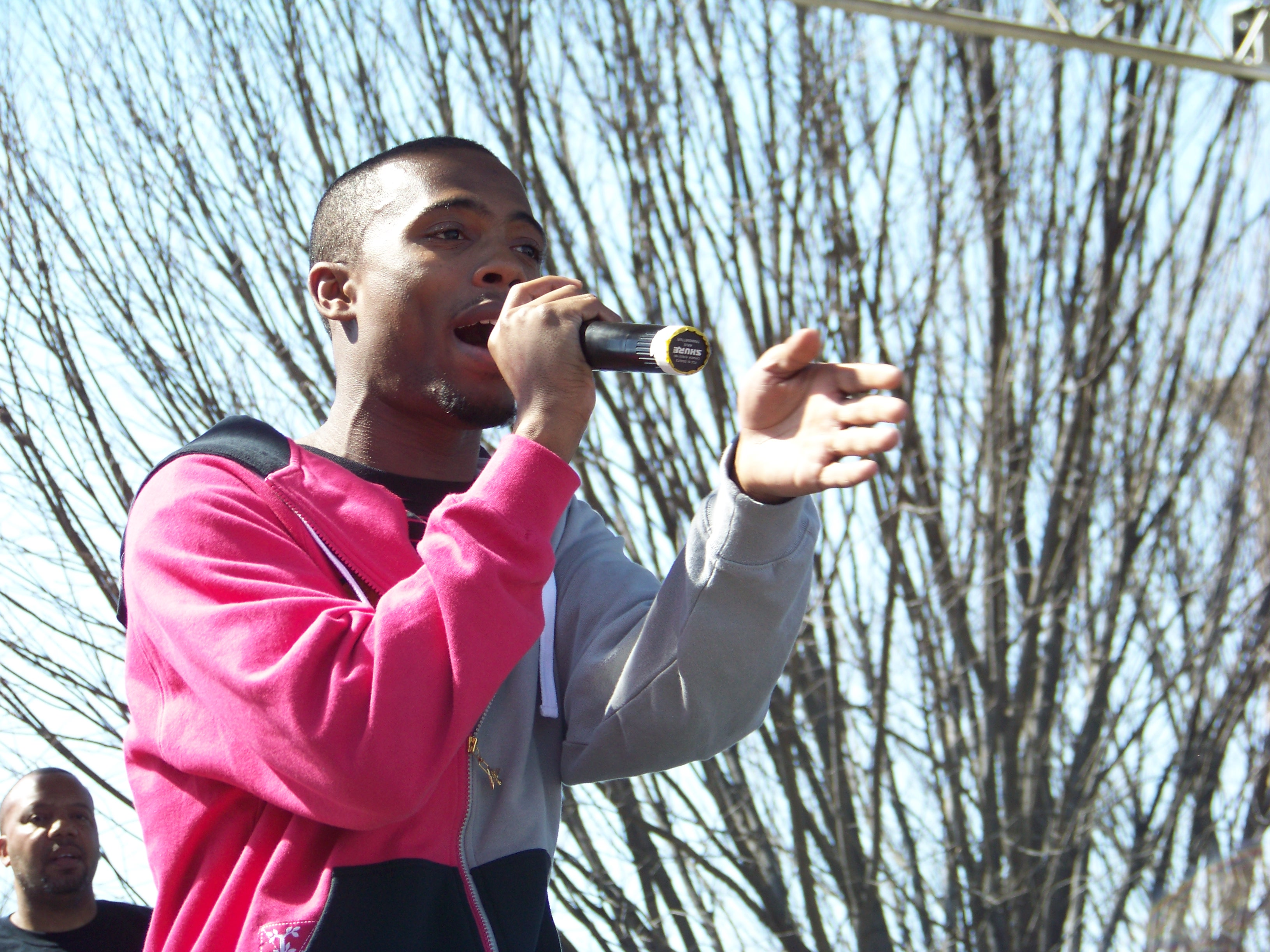
Выступление B.o.B в Атланте

В 2008 году B.o.B выступает в Атланте и так даже появился на обложке журнала «XXL» вместе с Asher Roth, Чарльзом Гамильтоном, и Wale, как «Hip-Hop’s Class of '09». В октябре 2008 года, B.o.B был показан на обложке журнала «Vibe» наряду с некоторыми из этих же молодых музыкантов, они были определены как самые молодые перспективные таланты. Так же B.o.B является частью рэп-группы под названием «HamSquad», наряду с Playboy Tre, TJ Chapman, и B. Rich.

### 2009—2010: The Adventures of Bobby Ray
Его дебютный альбом «B.o.B Presents: The Adventures of Bobby Ray» изначально должен был выйти 25 мая 2010 года, но был перенесен на 27 апреля 2010 года, из за коммерческого успеха его первого сингла «Nothin' on You» записанного совместно с Бруно Марсом. Альбом вышел под маркой «Grand Hustle Records». Гостями альбома стали Lupe Fiasco, T.I., Playboy Tre, Хейли Уильямс, Rivers Cuomo, Rico Barrino, Eminem, Janelle Monáe, Bruno Mars, and Young Dro.
Альбом имел положительные отзывы критиков при этом пластинка удачно стартовала, в дебютную неделю разойдясь тиражом 84 000 копий и дебютировав на #1 строчке в чарте Billboard 200. К 8 сентября 2010 года тираж пластинки составил 385 700 копий, тем самым сделав её третьей среди самых продаваемых хип-хоп пластинок года. B.o.B получил много номинаций для альбома, синглов, а также и для самого себя на «BET Awards», «Teen Choice Awards», на церемонии «MTV VMA 2010 года» и на многих других. Песня «Airplanes» была использована в трейлере для фильма «Двойная жизнь Чарли Сан-Клауда» а песня «Magic» была в рекламе Adidas в которой B.o.B участвовал.
14 августа 2010 года, Хейли Уильямс объявила через официальный фан-клуб «Paramore», что B.o.B будет участвовать с ними в туре по Великобритании. Также принимал участие в туре Jay-Z и Eminem под названием «The Home & Home Tour» на стадионе Комерика Парк что в Детройте штат Мичиган. Участвовал в телевизионном шоу «MTV Unplugged», он исполнял свои песни со своего дебютного альбома вместе с гостями такими как: Робин Тик, Мелани Фиона, и Жанель Монэ. Также принимал участие в музыкальном фестивале Lollapalooza 2010 года. 12 сентября 2010 года B.o.B выступил на церемонии «MTV VMA 2010 года», там он выступил со соими синглами «Nothin' on You» при участие Бруно Марса и «Airplanes» с Хейли Уильямс.
В декабре B.o.B выпускает микстейп «No Genre». B.o.B победил в категории «Лучший Новый Артист» 2010 года по версии «iTunes». «The Adventures of Bobby Ray» был сертифицирован RIAA как Золотой 16 декабря 2010 года.
30 января Jessie J выпустила сингл «Price Tag» при участие B.o.B. Песня быстро стала номер один в Великобритании и продалась в тираже 74,000 за первую неделю.
22 марта, 2011 года Electronic Arts выпускает трейлер шутера от первого лица Crysis 2, в котором играет песня «New York New York» в исполнении Бобби Рэйя, она содержит основной хор и пианино, из песни «Нью-Йорк, Нью-Йорк» Фрэнка Синатры.
В 2016 году в серии твитов высказал свою убеждённость в плоскости Земли, вступив в публичный спор с астрофизиком и популяризатором науки Нилом ДеГрасс Тайсоном, который приводил рэперу научные контраргументы и сохранял доброжелательный тон: «Чувак, проясняю: даже если ты отстаешь на 500 лет в своих доводах, это не значит, что мы не будем любить твою музыку». B.o.B в ответ объявил Тайсона «масоном» («Почему искривление горизонта нельзя увидеть в природе? Почему только у NASA есть фотографии изгибов Земли? Ты че, масон?») и записал на него дисс, в котором речь зашла о «заговоре NASA» и других конспирологических теориях, включая отрицание Холокоста в соответствии с праворадикальными взглядами Дэвида Ирвинга. Астрофизик включился в рэп-батл, записав при помощи племянника ответный трек.

## Дискография

### Студийные альбомы
| Год  | Название                                    | Альбом | Чарты | Чарты  | Чарты  | Чарты | Чарты | Чарты | Чарты | Чарты | Чарты | Чарты |
| Год  | Название                                    | Альбом | US    | US R&B | US Rap | AUS   | CAN   | IRL   | NL    | NZ    | SWI   | UK    |
| ---- | ------------------------------------------- | --- | ----- | ------ | ------ | ----- | ----- | ----- | ----- | ----- | ----- | ----- |
| 2010 | B.o.B Presents: The Adventures of Bobby Ray | - Релиз: 27 апреля 2010 - Лейбл: Atlantic Records / Grand Hustle Records / Rebel Rock - Формат: CD, цифровая загрузка | 1     | 1      | 1      | 42    | 7     | 34    | 66    | 21    | 53    | 17    |
| 2012 | Strange Clouds                              | - Релиз: 1 мая 2012 - Лейбл: Atlantic / Grand Hustle / Rebel Rock - Формат: CD, цифровая загрузка                     | н/д   | н/д    | н/д    | н/д   | н/д   | н/д   | н/д   | н/д   | н/д   | н/д   |
| 2013 | Underground Luxury                          | - Релиз: 17 декабря 2013 - Лейбл: Atlantic / Grand Hustle / Rebel Rock - Формат: CD, цифровая загрузка                | н/д   | н/д    | н/д    | н/д   | н/д   | н/д   | н/д   | н/д   | н/д   | н/д   |

### Мини-альбомы
| Details                                                |
| ------------------------------------------------------ |
| Eastside - Релиз: 24 июля 2007 - Лейбл: Atlantic       |
| 12th Dimension - Релиз: 24 июня 2008 - Лейбл: Atlantic |

### Синглы
| Год  | Сингл                                      | Чарты | Чарты  | Чарты  | Чарты | Чарты | Чарты | Чарты | Чарты | Чарты | Чарты | Чарты | Сертификации                                               | Альбом                      |
| Год  | Сингл                                      | US    | US R&B | US Rap | AUS   | CAN   | IRL   | NL    | NZ    | SWI   | UK    | RUS   | Сертификации                                               | Альбом                      |
| ---- | ------------------------------------------ | ----- | ------ | ------ | ----- | ----- | ----- | ----- | ----- | ----- | ----- | ----- | ---------------------------------------------------------- | --------------------------- |
| 2010 | «Nothin' on You» (при участии Бруно Марса) | 1     | 5      | 1      | 3     | 10    | 7     | 1     | 5     | 28    | 1     | 83    | - US: 3×Платина - AUS: Платина - NZ: Золото                | The Adventures of Bobby Ray |
| 2010 | «Airplanes» (при участии Hayley Williams)  | 2     | 65     | 2      | 2     | 2     | 2     | 4     | 1     | 6     | 1     | 33    | - US: 4×Платина - AUS: 2×Платина - NZ: Платина             | The Adventures of Bobby Ray |
| 2010 | «Magic» (при участии Rivers Cuomo)         | 10    | —      | 25     | 5     | 17    | 16    | 6     | 6     | —     | 16    | —     | - US: 2xPlatinum - NZ: Gold - CAN: Gold - AUS: 2× Platinum | The Adventures of Bobby Ray |
| 2010 | «Don't Let Me Fall»                        | 67    | —      | -      | -     | 62    | -     | -     | -     | —     | -     | —     |                                                            | The Adventures of Bobby Ray |
| 2011 | «I'll Be in the Sky»                       | -     | —      | -      | -     | -     | 24    | -     | -     | —     | 61    | —     |                                                            | The Adventures of Bobby Ray |
| 2011 | «Strange Clouds» (при участии Лил Уэйна)   | 7     | 60     | -      | 69    | 26    | -     | -     | 39    | —     | 79    | —     |                                                            | Strange Clouds              |

## Награды и номинации
| Год  | Ассоциация                   | Категория                          | Работа                                                     | Результат |
| ---- | ---------------------------- | ---------------------------------- | ---------------------------------------------------------- | --------- |
| 2010 | American Music Awards        | «Прорыв года»                      | Сам                                                        | Номинация |
| 2010 | American Music Awards        | «Лучший Хип-Хоп артист»            | Сам                                                        | Номинация |
| 2010 | American Music Awards        | «Лучший Хип-Хоп альбом»            | «B.o.B Presents: The Adventures of Bobby Ray»              | Номинация |
| 2010 | BET Awards                   | «Лучший мужской Хип-Хоп артист»    | Сам                                                        | Номинация |
| 2010 | BET Awards                   | «Лучшее сотрудничество»            | «Nothin' on You» (при участие Бруно Марса)                 | Номинация |
| 2010 | BET Awards                   | «Видео года»                       | «Nothin' on You» (при участие Бруно Марса)                 | Номинация |
| 2010 | BET Awards                   | «Лучшее сотрудничество»            | «Airplanes» (при участие Хейли Уильямс)                    | Номинация |
| 2010 | BET Awards                   | «Видео года»                       | «Airplanes» (при участие Хейли Уильямс)                    | Номинация |
| 2010 | BET Hip Hop Awards           | «Made-You-Look»                    | Сам                                                        | Номинация |
| 2010 | BET Hip Hop Awards           | «Выбор зрительских симпатий»       | Сам                                                        | Номинация |
| 2010 | BET Hip Hop Awards           | «Песня года»                       | «Airplanes» (при участие Хейли Уильямс)                    | Номинация |
| 2010 | BET Hip Hop Awards           | «Лучшее сотрудничество»            | «Nothin' on You» (при участие Бруно Марса)                 | Номинация |
| 2010 | BET Hip Hop Awards           | «MVP года»                         | Сам                                                        | Номинация |
| 2010 | BET Hip Hop Awards           | «Лучшее Хип-Хоп видео»             | «Nothin' on You» (при участие Бруно Марса)                 | Номинация |
| 2010 | BET Hip Hop Awards           | «Альбом года»                      | «B.o.B Presents: The Adventures of Bobby Ray»              | Номинация |
| 2011 | Грэмми                       | «Запись года»                      | «Nothin' on You» (при участие Бруно Марса)                 | Номинация |
| 2011 | Грэмми                       | «Лучшее поп сотрудничество»        | «Airplanes, Part II» (при участие Хейли Уильямс и Эминема) | Номинация |
| 2011 | Грэмми                       | «Лучшее рэп совместное исполнение» | «Nothin' on You» (при участие Бруно Марса)                 | Номинация |
| 2011 | Грэмми                       | «Лучшая рэп песня»                 | «Nothin' on You» (при участие Бруно Марса)                 | Номинация |
| 2011 | Грэмми                       | «Лучшее поп видео»                 | «Nothin' on You» (при участие Бруно Марса)                 | Номинация |
| 2011 | MTV Video Music Awards Japan | «Лучшее дебютное видео»            | «Nothin' on You» (при участие Бруно Марса)                 | ожидается |
| 2010 | MTV Europe Music Awards      | «Лучший новый артист»              | Сам                                                        | Номинация |
| 2010 | MTV Europe Music Awards      | «Прорыв года»                      | Сам                                                        | Номинация |
| 2011 | NAACP Image Award            | «Прорыв года»                      | Сам                                                        | ожидается |
| 2010 | Soul Train Awards            | «Лучшая песня»                     | «Nothin' on You» (при участие Бруно Марса)                 | Победа    |
| 2010 | Soul Train Awards            | «Лучший новый артист»              | Сам                                                        | Номинация |
| 2010 | Teen Choice Awards           | «Лучший рэп альбом»                | «B.o.B Presents: The Adventures of Bobby Ray»              | Номинация |
| 2010 | Teen Choice Awards           | «Лучший взлет»                     | «Airplanes» (при участие Хейли Уильямс)                    | Победа    |
| 2010 | Teen Choice Awards           | «Лучший сингл»                     | «Nothin' on You» (при участие Бруно Марса)                 | Номинация |
| 2010 | Teen Choice Awards           | «Лучший мужской артист»            | Сам                                                        | Номинация |
| 2010 | Teen Choice Awards           | «Мужская звезда»                   | Сам                                                        | Номинация |
| 2010 | Teen Choice Awards           | «Лучшая песня лета»                | «Airplanes» (при участие Хейли Уильямс)                    | Номинация |